# Erkki Elomaa
Erkki Kaarlo Elomaa (né le 4 mai 1936 à Helsinki- mort le 26 septembre 1989) est un architecte finlandais,.

## Présentation
Erkki Elomaa a obtenu son diplôme d'architecte en 1962.
L'ouvrage le plus célèbre conçu par Erkki Elomaa est l’église de Järvenpää, achevée en 1968.